# Isoterma (meteorologia)

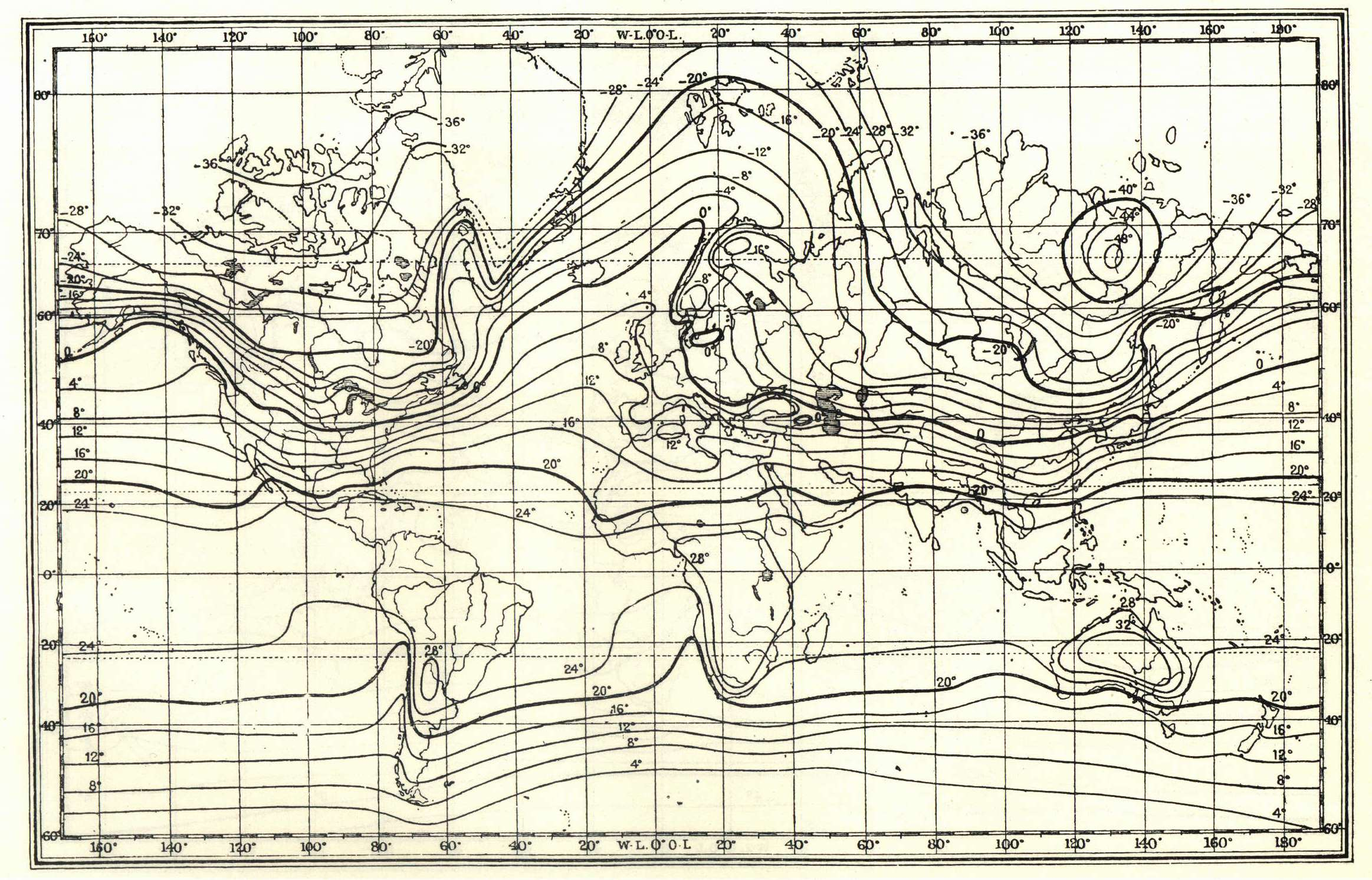
Isoterme nel Nordisk familjebok (1910 circa)

In meteorologia si chiama isoterma una delle  linee sulle carte meteorologiche (dette anche carte sinottiche) che uniscono i punti della terra e del mare che hanno la stessa temperatura. Sono anche note con il termine linee isotermiche.
Furono inventate dal naturalista tedesco Alexander von Humboldt.

## Descrizione
Analogamente a come le isobare (che invece uniscono i punti con uguale pressione atmosferica e sono più comuni sulle carte del tempo) forniscono una rappresentazione grafica della distribuzione della pressione atmosferica, così le isoterme  costituiscono una rappresentazione grafica della distribuzione delle temperature.
Anche in questo caso la grandezza riportata come temperatura assume diversi significati a seconda del tipo della mappa. In alcuni casi rappresentano il valore della temperatura effettivamente misurata in un dato istante al livello del suolo (in realtà la temperatura è misurata soltanto in alcuni punti, nelle centraline meteorologiche, la situazione degli altri punti è ottenuta per interpolazione). In altri casi il dato fornito rappresenta la temperatura equivalente al livello del mare (alla temperatura registrata viene effettuata una correzione per indicare il valore della temperatura che si avrebbe se la stazione fosse al livello del mare). In altri casi viene riportata la temperatura presente a predeterminati livelli di altitudine nell'atmosfera. Sulle carte che rappresentano non lo stato del tempo, ma le previsioni i dati si riferiscono non ai valori registrati, bensì ai dati previsti. Inoltre, le stesse linee possono rappresentare delle situazioni medie. Ad esempio, può essere rappresentata la temperatura media della giornata (oppure la temperatura massima o minima registrata).
Un altro uso delle linee isoterme si hanno nelle cartine climatologiche, cartine in cui per motivi geografici o climatologici, si rappresenta il clima medio di una determinata regione. In questo caso le isoterme rappresentano la temperatura media (o massima o minima) che in media si registra in un determinato periodo nella località in esame.
Invece, le linee che uniscono i punti dove vi è stata la stessa quantità di variazione di temperatura si chiamano isoalloterme.
Più in generale con il termine isoterma si indica una zona, o un processo, o altro caratterizzato dall'avere una temperatura costante.